# Antepipona penetrata
Antepipona penetrata är en stekelart som först beskrevs av Cameron 1910.  Antepipona penetrata ingår i släktet Antepipona och familjen Eumenidae. Inga underarter finns listade i Catalogue of Life.